# Banda Aceh
Banda Aceh je hlavní město autonomní oblasti Aceh v Indonésii, nachází se na severozápadním konci ostrova Sumatra. V roce 2016 zde žilo 356 983 obyvatel.

## Zemětřesení a tsunami v roce 2004
Město a jeho okolí bylo 26. prosince 2004 těžce zasaženo zemětřesením a především následnou vlnou tsunami. Tuto přírodní pohromu ve městě a okolí nepřežilo 167 000 lidí.
Po katastrofě začalo mírové vyjednávání mezi indonéskou vládou a Hnutím za svobodný Aceh, které v červenci 2005 vedlo k ukončení bojů probíhajících od roku 1976.

## Geografie

### Podnebí
| Banda Aceh – podnebí        | Banda Aceh – podnebí | Banda Aceh – podnebí | Banda Aceh – podnebí | Banda Aceh – podnebí | Banda Aceh – podnebí | Banda Aceh – podnebí | Banda Aceh – podnebí | Banda Aceh – podnebí | Banda Aceh – podnebí | Banda Aceh – podnebí | Banda Aceh – podnebí | Banda Aceh – podnebí | Banda Aceh – podnebí |
| Období                      | leden                | únor                 | březen               | duben                | květen               | červen               | červenec             | srpen                | září                 | říjen                | listopad             | prosinec             | rok                  |
| --------------------------- | -------------------- | -------------------- | -------------------- | -------------------- | -------------------- | -------------------- | -------------------- | -------------------- | -------------------- | -------------------- | -------------------- | -------------------- | -------------------- |
| Nejvyšší teplota [°C]       | 34,6                 | 37,0                 | 35,8                 | 36,0                 | 36,6                 | 37,0                 | 39,8                 | 39,0                 | 38,0                 | 36,0                 | 35,4                 | 36,1                 | 39,8                 |
| Průměrné denní maximum [°C] | 31,2                 | 31,7                 | 32,3                 | 32,8                 | 33,0                 | 33,4                 | 33,3                 | 33,1                 | 32,5                 | 31,7                 | 31,1                 | 30,9                 | 32,2                 |
| Průměrná teplota [°C]       | 26,7                 | 26,9                 | 27,3                 | 27,8                 | 28,1                 | 28,1                 | 28,0                 | 27,8                 | 27,5                 | 27,1                 | 26,9                 | 26,7                 | 27,4                 |
| Průměrné denní minimum [°C] | 22,2                 | 22,1                 | 22,4                 | 22,9                 | 23,1                 | 22,8                 | 22,7                 | 22,5                 | 22,4                 | 22,5                 | 22,7                 | 22,4                 | 22,6                 |
| Nejnižší teplota [°C]       | 18,0                 | 15,0                 | 15,6                 | 15,5                 | 13,0                 | 8,0                  | 16,5                 | 11,6                 | 17,8                 | 14,0                 | 11,4                 | 15,6                 | 8,0                  |
| Zdroj: Banda Aceh climate   |                      |                      |                      |                      |                      |                      |                      |                      |                      |                      |                      |                      |                      |

## Partnerská města
- Apeldoorn, Nizozemsko
- Samarkand, Uzbekistán
- San'á, Jemen